# Racoș, Brașov
Racoș (în maghiară Alsórákos, în germană Ratsch) este satul de reședință al comunei cu același nume din județul Brașov, Transilvania, România.

## Clădiri istorice
- Cetatea dacică de la Racoș
- Castelul Sükösd-Bethlen
- Biserica reformată fortificată, sec. XVIII

## Obiective turistice naturale
- Craterul vulcanului Racoș: 46°01'54.4"N 25°25'07.5"E
- "Lacul de smarald" de la fosta carieră Brazi: 46°01'50.1"N 25°25'28.6"E
- Coloanele de bazalt Racoș: 46°01'33.5"N 25°25'30.5"E

- Complexul Geologic Racoșul de Jos

Pe harta satelitară GoogleMaps cele 3 obiective sunt marcate distinct. Nu se găsesc departe unele de altele, dar sunt separate.

## Diverse
În mod tradițional, localnicii folosesc pentru uz casnic saramura concentrată extrasă dintr-o fântână de slatină.